# Dieter Burdenski
Dieter Burdenski (26. listopadu 1950, Brémy – 9. října 2024 Brémy) byl německý fotbalista, brankář.

## Fotbalová kariéra
Začínal v týmech FC Schalke 04 a Arminia Bielefeld. Téměř celou další kariéru chytal za Werder Brémy, se kterým vyhrál v roce 1988 německou bundesligu. V bundeslize nastoupil ve 478 utkáních a dal 1 gól. Kariéru končil ve švédském AIK Stockholm a nizozemském Vitesse. V Poháru UEFA nastoupil v 16 utkáních. Za západoněmeckou reprezentaci nastoupil v letech 1977–1984 ve 12 utkáních. Byl členem západoněmecké reprezentace na Mistrovství světa ve fotbale 1978 a na Mistrovství Evropy ve fotbale 1984, ale v utkání nenastoupil.

## Ligová bilance
| Ročník                                    | Zápasy | Góly | Klub              |
| ----------------------------------------- | ------ | ---- | ----------------- |
| Německá fotbalová Bundesliga 1970/1971    | 3      | 0    | FC Schalke 04     |
| Německá fotbalová Bundesliga 1971/1972    | 31     | 0    | Arminia Bielefeld |
| Německá fotbalová Bundesliga 1972/1973    | 4      | 0    | Werder Brémy      |
| Německá fotbalová Bundesliga 1973/1974    | 34     | 0    | Werder Brémy      |
| Německá fotbalová Bundesliga 1974/1975    | 34     | 0    | Werder Brémy      |
| Německá fotbalová Bundesliga 1975/1976    | 34     | 0    | 1. FC Köln        |
| Německá fotbalová Bundesliga 1976/1977    | 34     | 0    | Werder Brémy      |
| Německá fotbalová Bundesliga 1977/1978    | 33     | 0    | Werder Brémy      |
| Německá fotbalová Bundesliga 1978/1979    | 34     | 0    | Werder Brémy      |
| Německá fotbalová Bundesliga 1979/1980    | 34     | 1    | Werder Brémy      |
| 2. německá fotbalová Bundesliga 1980/1981 | 35     | 0    | Werder Brémy      |
| Německá fotbalová Bundesliga 1981/1982    | 33     | 0    | Werder Brémy      |
| Německá fotbalová Bundesliga 1982/1983    | 34     | 0    | Werder Brémy      |
| Německá fotbalová Bundesliga 1983/1984    | 34     | 0    | Werder Brémy      |
| Německá fotbalová Bundesliga 1984/1985    | 34     | 0    | Werder Brémy      |
| Německá fotbalová Bundesliga 1985/1986    | 31     | 0    | Werder Brémy      |
| Německá fotbalová Bundesliga 1986/1987    | 31     | 0    | Werder Brémy      |
| Německá fotbalová Bundesliga 1987/1988    | 3      | 0    | Werder Brémy      |
| 1. švédská liga 1988                      | 1      | 0    | AIK Stockholm     |
| Eredivisie 1990/1991                      | 3      | 0    | Vitesse           |
| CELKEM Bundesliga                         | 510    | 1    |                   |